# Фіреатида
37°22′35″ пн. ш. 22°40′53″ сх. д. / 37.37637° пн. ш. 22.681426° сх. д.
Фіреатида (дав.-гр. Θυρεα̃τις), Кінурія (дав.-гр. Κυνουρία) — історична область у давній Греції, розташована на південь від Арголіди і на схід від Лаконії. Центром області було місто Фіреї.
Першими мешканцями Фіреатиди були пеласги, яких згодом витіснили греки, що розмовляли аркадською говіркою. Область залишалася незалежною і після дорійської навали. Лише після перемоги аргоського царя Фідона під 669 р. до н. е. Гісіями Фіреатида була приєднана до Аргоса, і в краї почав поширюватися дорійський діалект.
У 546 р. до н. е. область захопили спартанці. Аргів'яни спробували її відбити, проте у вирішальній битві біля Фірей (544 р. до н. е., так звана «битва чемпіонів») зазнали поразки.
В 431 р. до н. е. спартанці віддали землі Фіреатиди для поселення егінцям, яких з рідного острова вигнали афіняни. У 424 р. до н. е. область захопили вже самі афіняни, і обернули місцевих мешканців на рабів. Проте невдовзі Фіреатиду знову відвоювали спартанці.
У 338 р. до н. е. Філіпп II Македонський змусив Спарту остаточно відмовитися від Фіреатиди на користь аргів'ян.